# Maksimir-Park

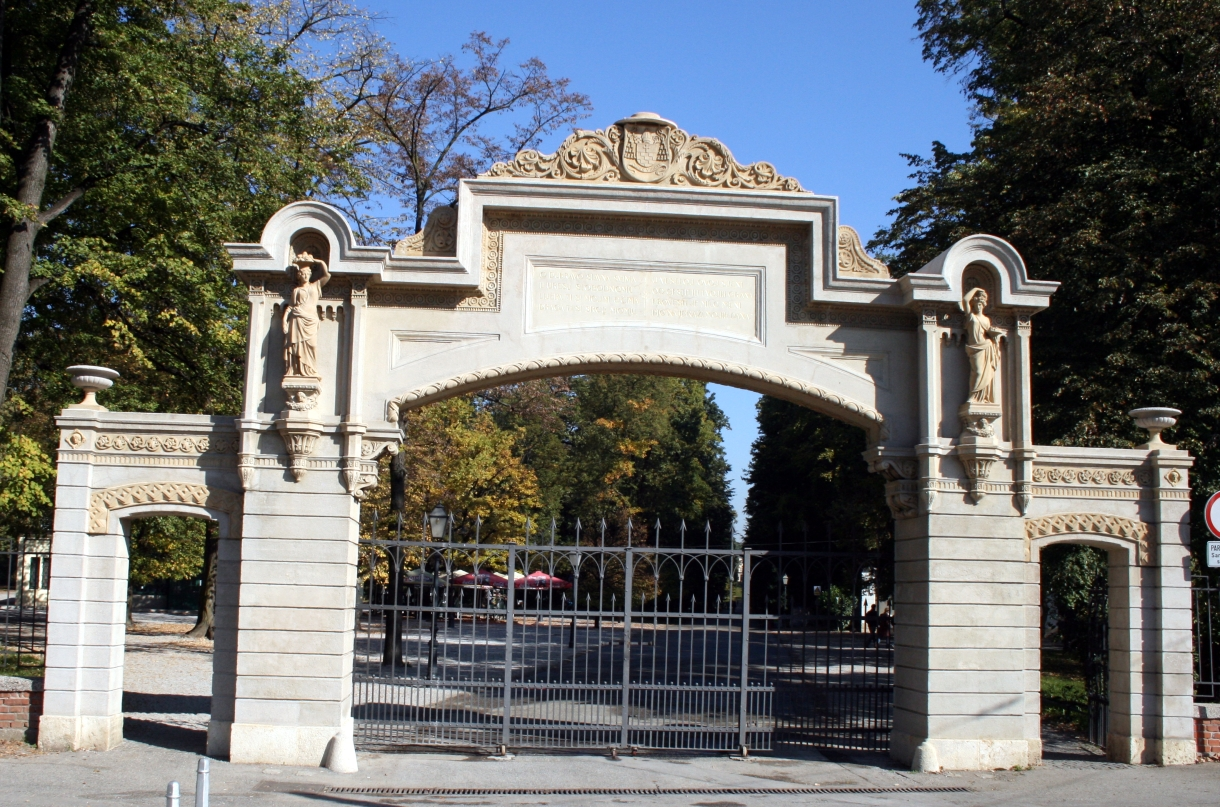
Haupteingang zum Maksimir-Park

Der Maksimir-Park ist ein Park im gleichnamigen Stadtteil der kroatischen Hauptstadt Zagreb und mit einer Fläche von 316 Hektar der größte Park Südeuropas. Der Park wurde 1787 gegründet und 1794 der Öffentlichkeit zugänglich gemacht. Er zählt zu den ältesten öffentlichen Parkanlagen Europas.
Innerhalb des bei den Zagrebern sehr beliebten Parks befindet sich der Zoologische Garten Zagreb.
Im Park befinden sich mehrere Bauwerke, Teiche und ein so genannter „Echo-Pavillon“, in dem die eigene Stimme mit Zeitverzögerung als Echo zu hören ist.

## Geschichte
Im Jahr 1787 wurde der Park vom Zagreber Bischof Maksimilijan Vrhovac gegründet. Vrhovac verfügte, dass die sich im bischöflichen Besitz befindenden weitläufigen Wälder als Park eingerichtet und genutzt werden sollten.
Der Name des Parks wurde in schriftlichen Urkunden erstmals im Jahr 1791 erwähnt. Seit dem Jahr 1794 ist Maksimir der erste öffentlich zugängliche Park in diesem Teil Europas. Ende des 18. Jahrhunderts wurde auch der Zvjerinjak gegründet, als Vorläufer des Zoos.
Unter dem Bischof Juraj Haulik wurde der Park weiter entwickelt. Der Wiener Architekt Franz Schücht gestaltete nahezu alle Gebäude und Pavillons. Der Gartenarchitekt Michael Sebastian Riedl prägte die weitere landschaftliche Gestaltung des Parks. Nach dem Tod von Juraj Haulik im Jahr 1869 entstanden weitere Pavillons, Hütten, Skulpturen und Gärten.
Im Jahr 1925 wurde auf der Schwaneninsel (Labuđi otok) der heutige Zoo Zagreb (Zoološki vrt grada Zagreba) unter dem damaligen Bürgermeister Vjekoslav Heinzel gegründet. Der Maksimir-Park steht als Kulturdenkmal und Naturdenkmal unter besonderem staatlichen Schutz.

Galerie
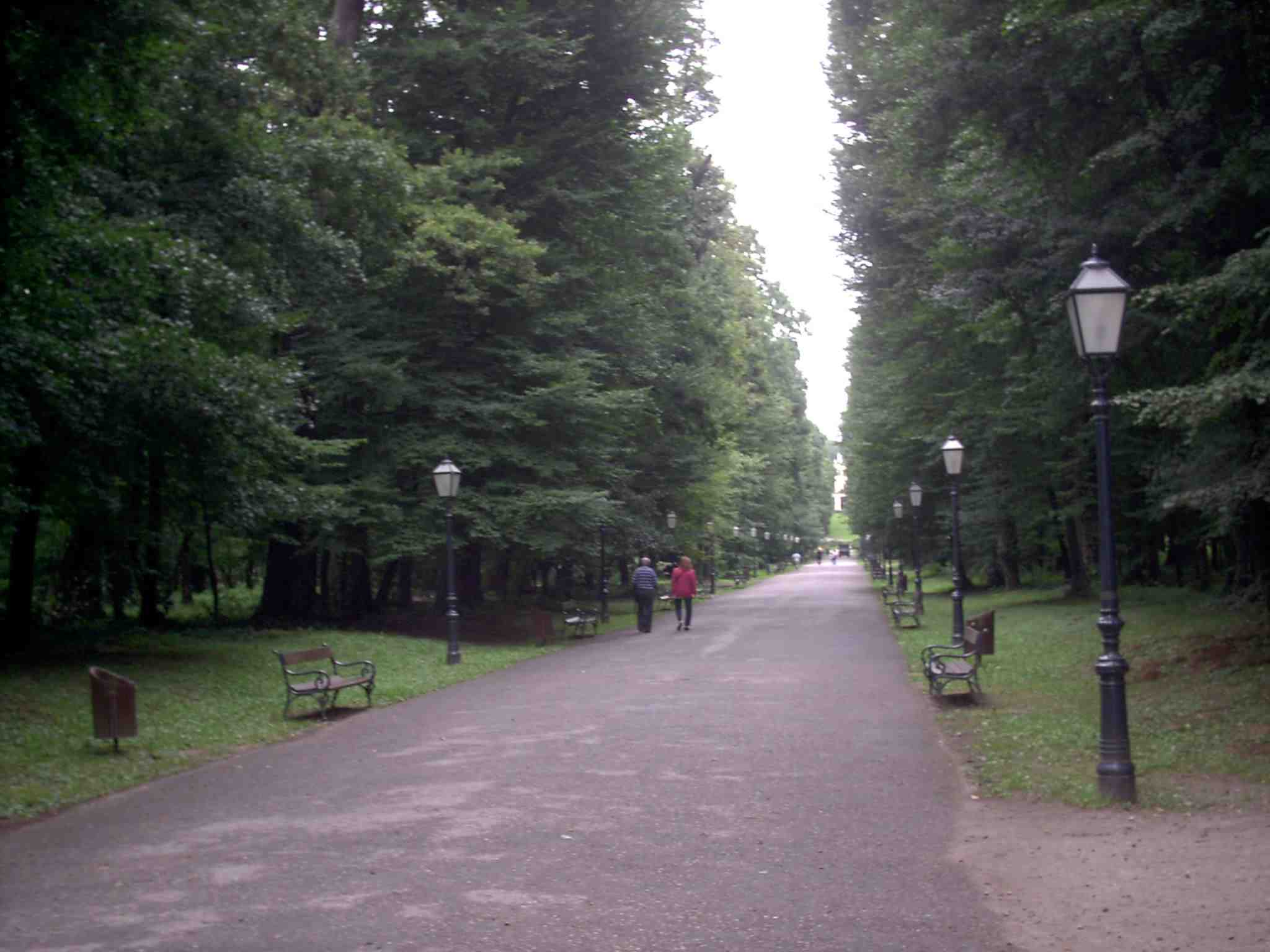
Maksimir-Park, Eingangsweg
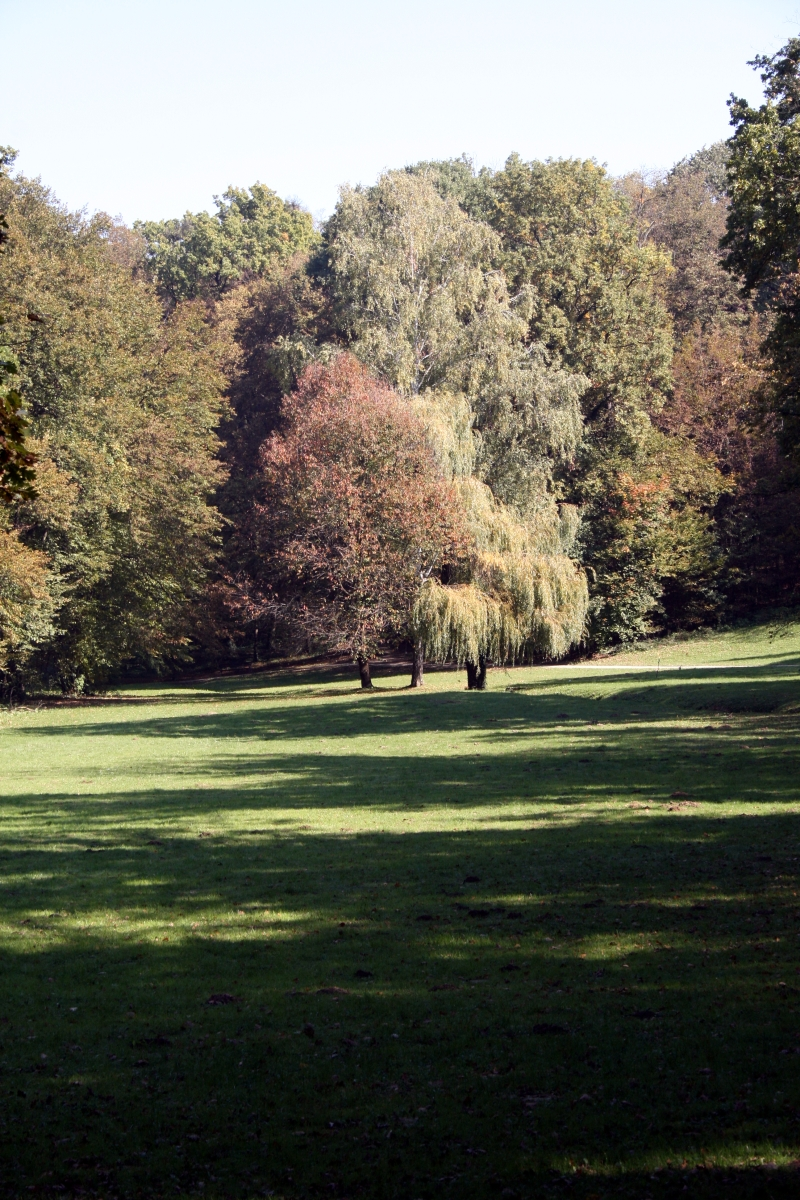
Parkrasen
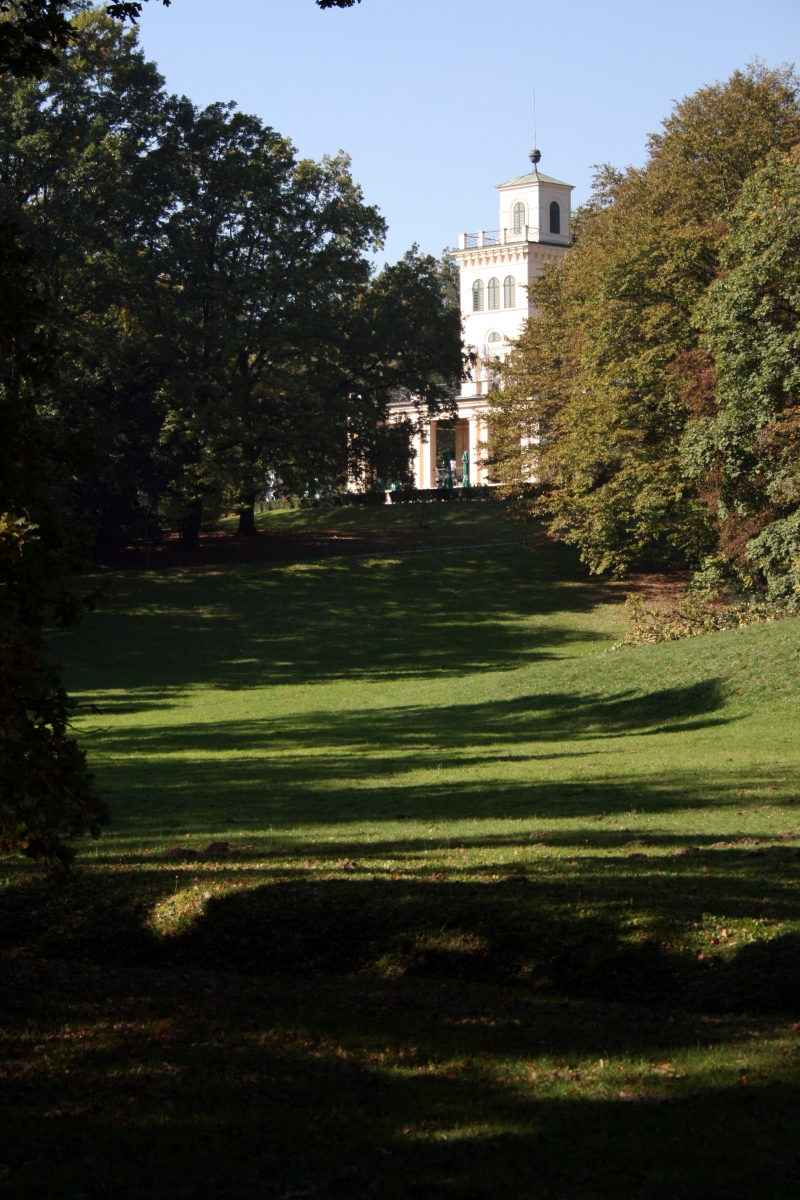
Aussichtsturm mit Sichtachse
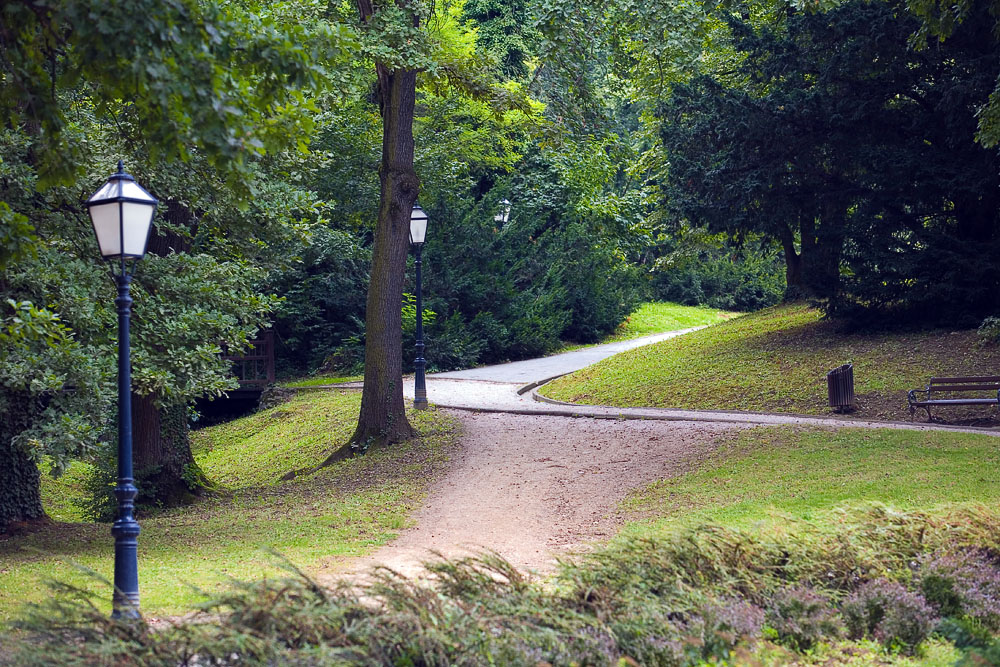
Spazierwege
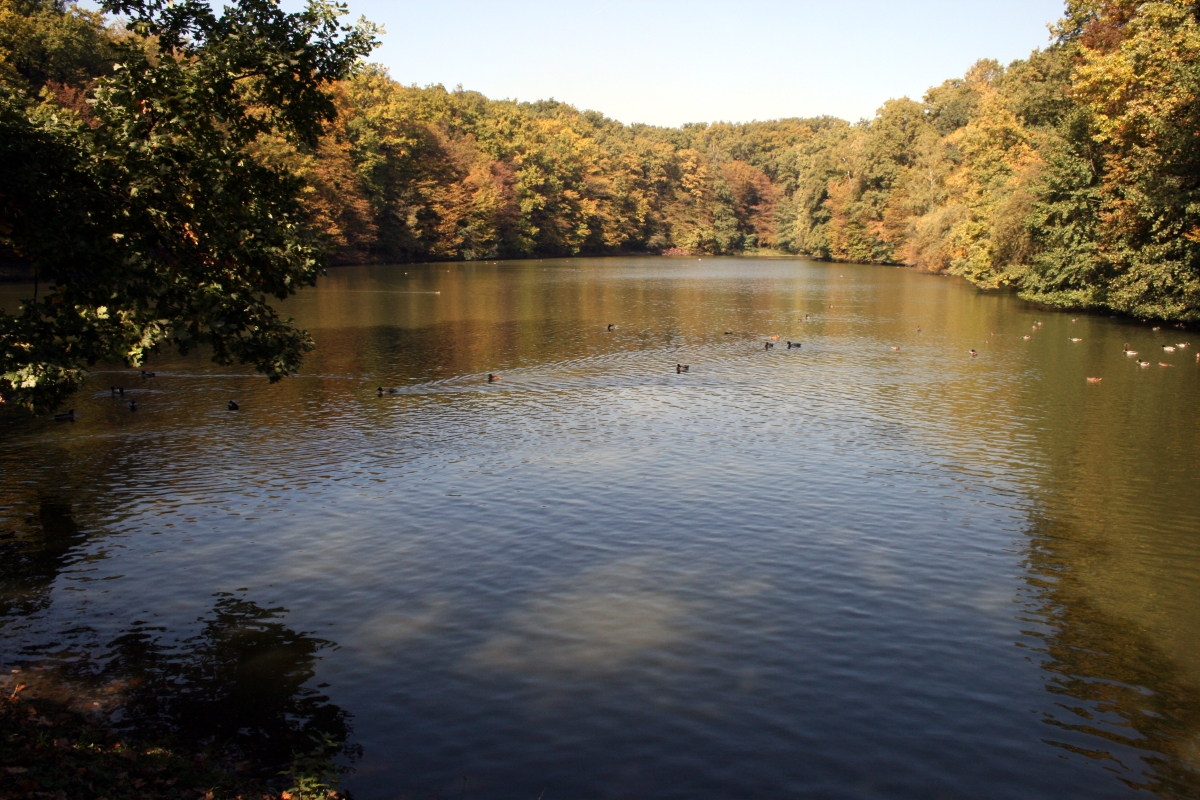
Ententeich
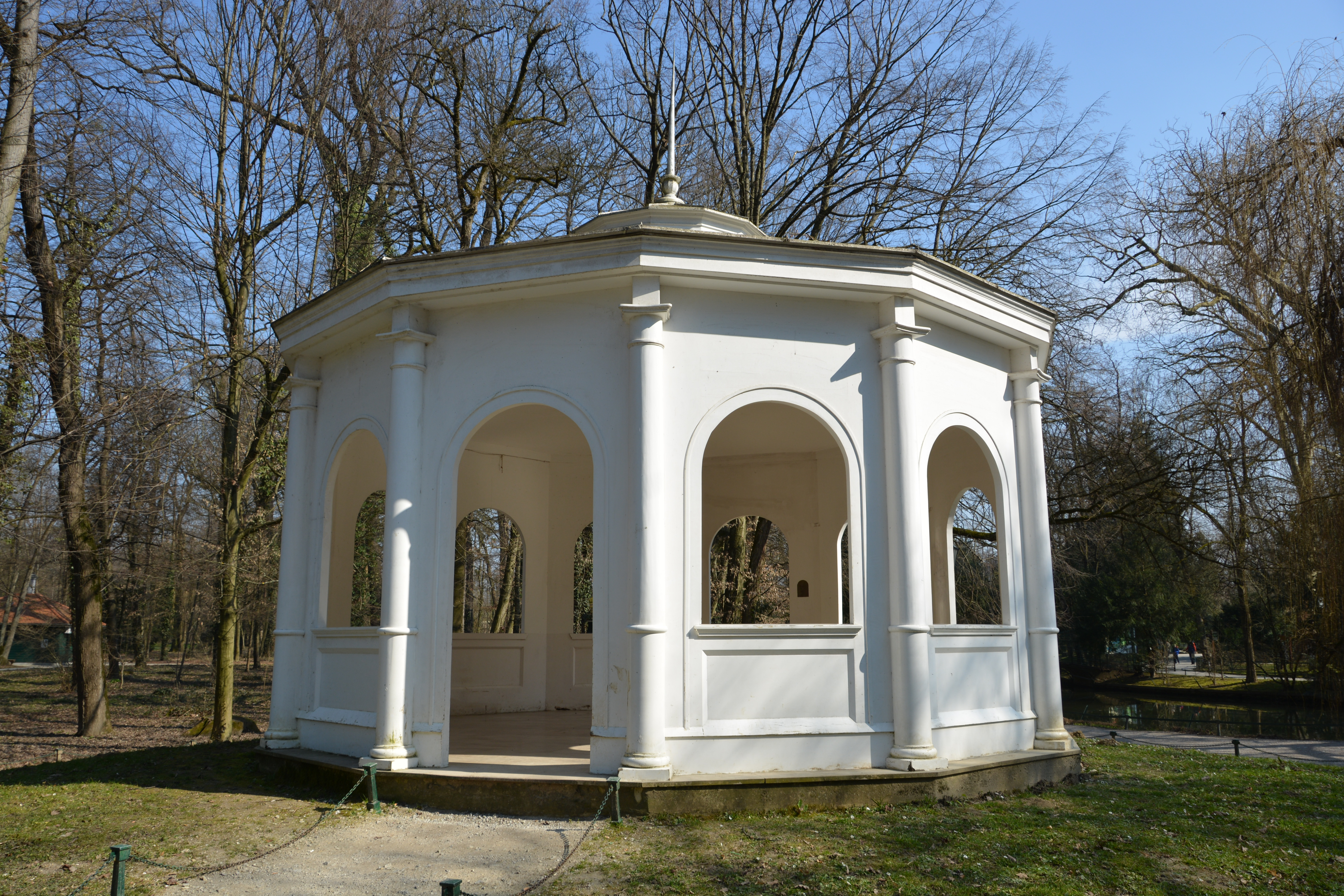
Echo-Pavillon von Franz Schücht, nach 1840.
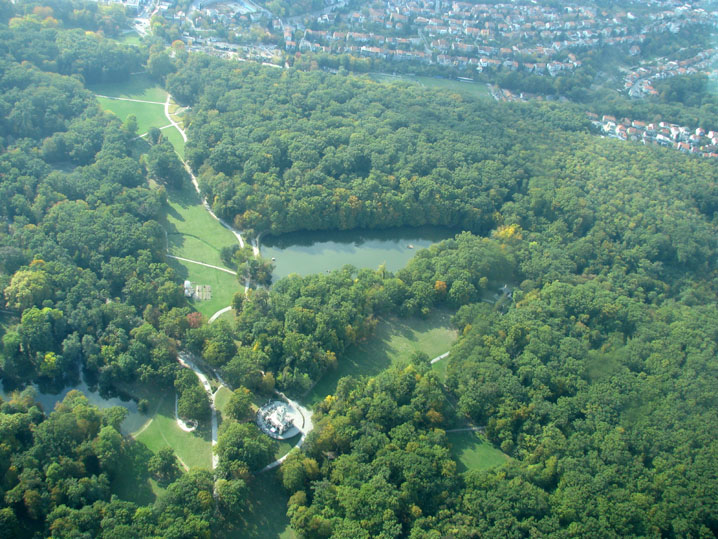
Luftbild
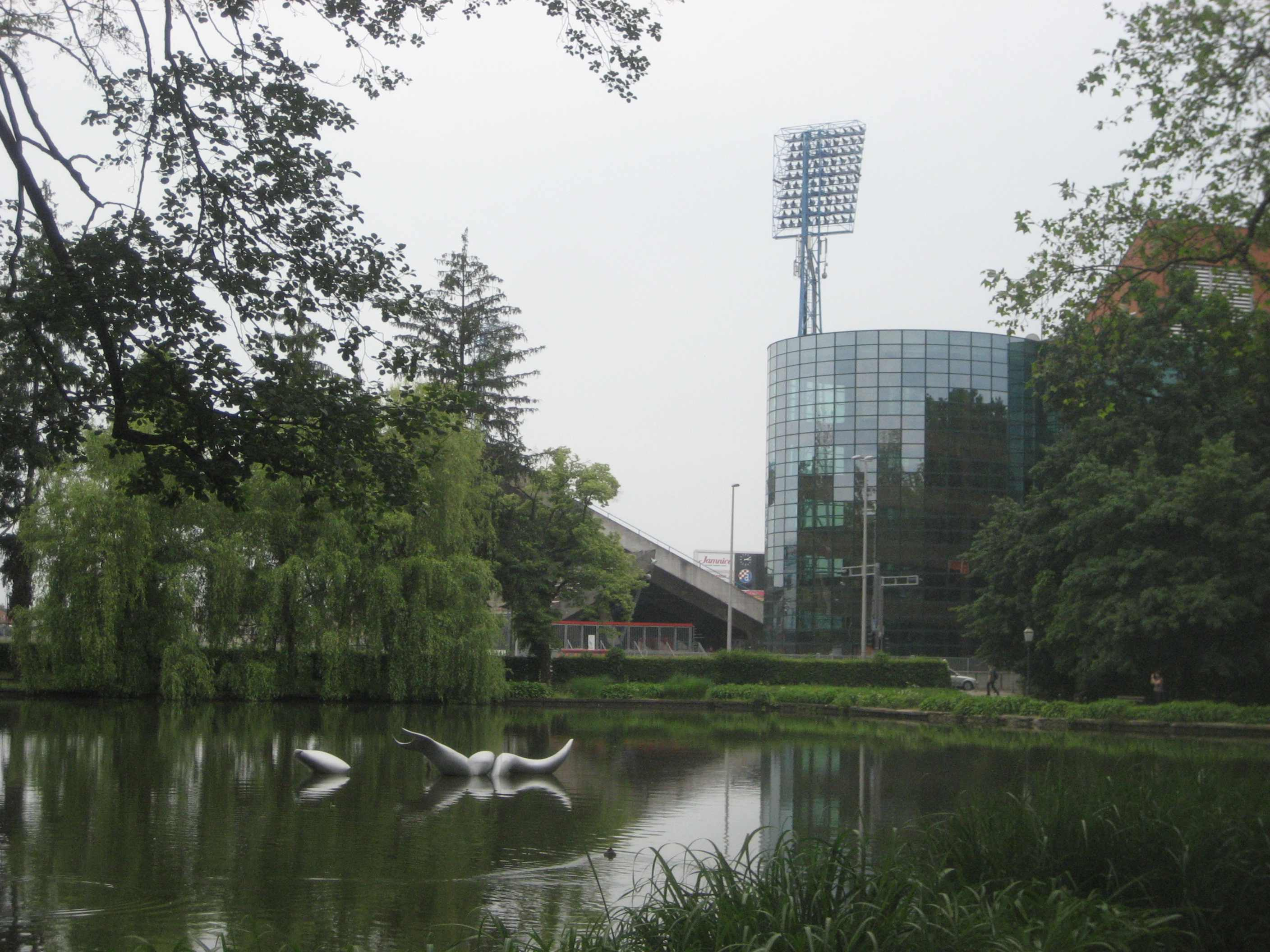
Blick vom Maksimir Park zum Maksimir-Stadion

## Film
- Diesseits von Eden. Osteuropas Gartenträume im 18. und 19. Jahrhundert. Maksimir Park. Dokumentarfilm, Deutschland, 2015, 52 Min., Buch und Regie: Eva Jobst, Produktion: telekult, MDR, arte, Moderation: Wladimir Kaminer, Reihe: Diesseits von Eden. Osteuropas Gartenträume im 18. und 19. Jahrhundert, Erstsendung: 14. Juni 2015 bei arte, Inhaltsangabe von arte.